# 四紋龜金花蟲
四紋龜金花蟲（学名：Cassida quadriramosa）为金花蟲科龜金花蟲屬下的一个种。